# شعب غوندي

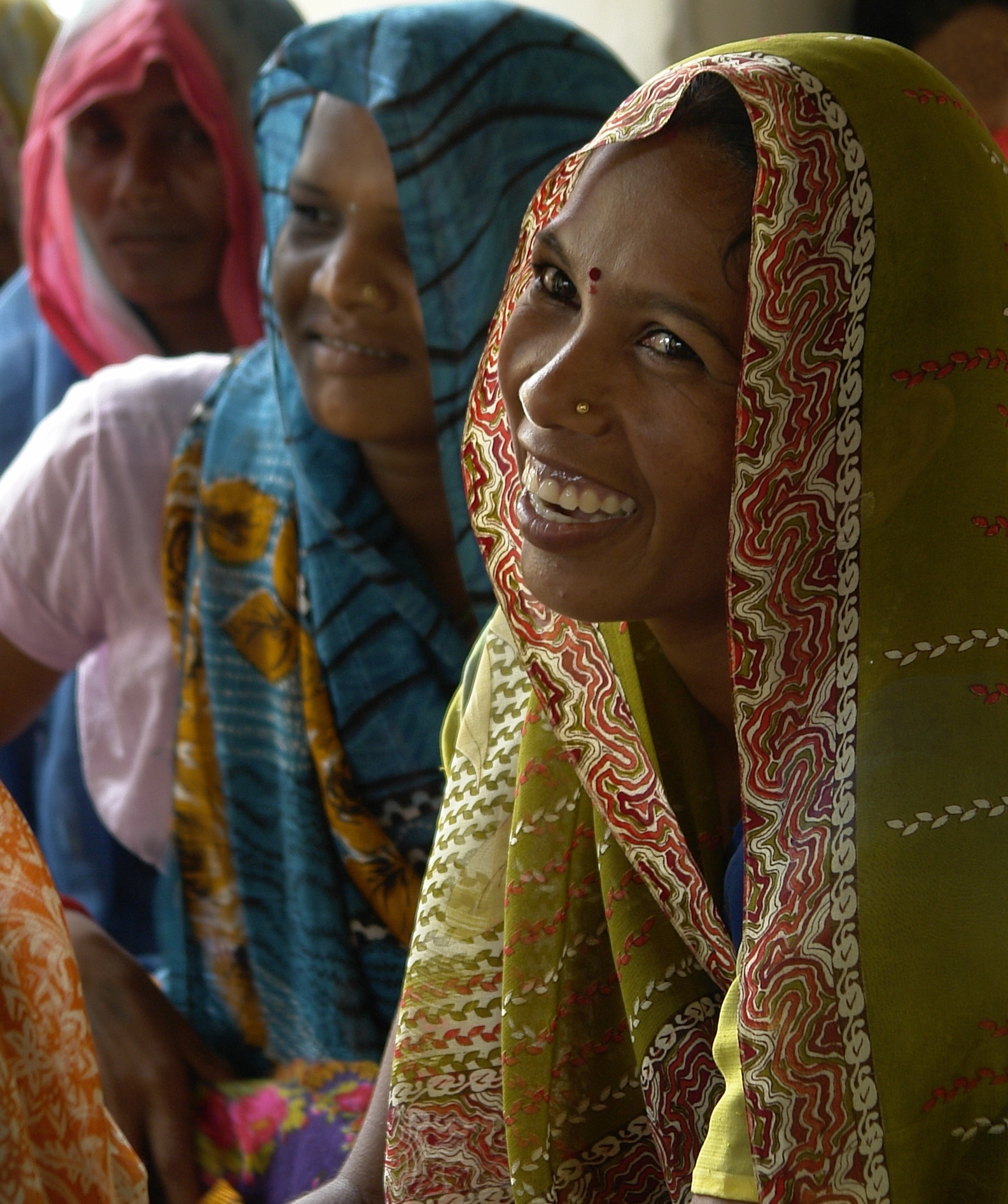
شعب غوندي يعتبر من اكبر المجموعات السكنيه في الهند

شعب غوندي (بالإنجليزية: Gondi) أو غوند أو كويتور. مجموعة إثنية لغوية درفيدية، وهي من أكبر المجموعات السكانية في الهند. ينتشرون في ولايات مدهيا برديش، وماهاراشترا، وتشاتيسغار، وأتر برديش، وتيلانغانا، وأندرا برديش، وبهار، وأوديشا. أُدرجوا كقبيلة مصنفة لغرض نظام الصون الهندي. شكل الغونديون العديد من الممالك المهمة تاريخيًا.
ترتبط اللغة الغوندية باللغة التيلوغوية. سجل تعداد عام 2011 للهند نحو 2.98 مليون متحدث باللغة الغوندية يتركزون في جنوب شرق مدهيا برديش، شرق ماهاراشترا، جنوب تشاتيسغار، وشمال تيلانغانا. ومع ذلك، يتحدث معظم الغونديون لغات إقليمية كالهندية والأوريا والمراثية.
حسب تعداد عام 1971، بلغ تعدادهم 5.01 مليون نسمة. بحلول تعداد عام 1991، زاد الرقم إلى 9.3 مليون، ومع تعداد عام 2001 بات الرقم يقارب 11 مليون. على مدى العقود القليلة الماضية، شهدوا العصيان الماوي-الناكسالي في الجزء الأوسط من الهند. شكّل الغونديون ميليشيا سلوى جودوم بناءً على طلب من حكومة تشاتيسغار، وكانت جماعة مسلحة لمحاربة التمرد الناكسالي. لكن سلوى جودم قد حُلّت بأمر من المحكمة العليا في 5 يوليو 2011.

## الثقافة
كانت العديد من الأفكار الفلكية معروفة لدى الغونديين القدماء. كان للغونديين مصطلحاتهم المحلية الخاصة للشمس والقمر ودرب التبانة والكوكبات. معظم هذه الأفكار استُخدمت أساسًا لحفظ الوقت والتقويم.
يتحدث نحو 30 لك من الغونديين باللغة الغوندية: بصفة أساسية في المنطقة الجنوبية من منطقتهم. تشمل هذه المنطقة المقاطعات الجنوبية الشرقية من مدهيا برديش، وشرق ولاية وماهاراشترا، وشمال تيلانغانا وجنوب تشاتيسغار، (لا سيما في تقسيم باستار). ترتبط اللغة باللغة التيلغوية. في أوائل القرن العشرين، كان يتحدث اللغة 15 لك: نحو نصف تعدادهم آنذاك، وتحول الباقي إلى تحدث لغات إقليمية أخرى. ثم بات أيضًا جميع السكان تقريبًا ثنائيي اللغة. في الوقت الحاضر، لا يتحدث اللغة سوى خُمس الغونديين وهي آخذة بالاختفاء حتى في نطاقها اللغوي التقليدي.
في تشاتيسغار، تؤدي النساء رقصة السوا، والتي سميت بهذا الاسم نسبة إلى كلمة «ببغاء». تُؤدى بعد مهرجان الديوالي لتكريم شيفا وبارفاتي، وهو ما يمثل الاعتقاد بأن الببغاء سيجلب حزنهن لعشاقهن.
يمتلك شعب غوندي نسختهم الخاصة من ملحمة رامايانا الشعرية المعروفة باسم رامايانا الغوندية المستمدة من الأساطير الشعبية الشفوية. تتألف من سبع قصص مع لاكشمان بصفته البطل، وتدور أحداثها بعد الأحداث الرئيسية لرامايانا حيث يجد عروسًا له.

## أصل الكلمة
مايزال أصل الاسم «غوند» الذي تستخدمه الأطراف الخارجية للإشارة إلى القبيلة غير مؤكدًا. يعتقد البعض أن الكلمة مشتقة من كوندا، والتي تعني التل، بطريقة مشابهة لقبيلة خوند من أوديشا. يطلق الغونديون على أنفسهم اسم كويتر، والذي اعتقد علماء الاستعمارية أنه مرتبط بالتسمية الذاتية «كوي» لقبيلة خوند بالطريقة ذاتها.

## في الثقافة الشعبية
استُعرض شعب غوندي في فيلم نيوتن من بطولة راجكومار راو. استُعرضوا أيضًا في رائعة المخرج كودودي راجامولي المتمثلة بفيلم آرآرآر.